# Локомотив (футбольный клуб, Смела)
«Локомотив» (укр. Локомотив) — украинский футбольный клуб из города Смела Черкасской области. Проводил домашние матчи на стадионе «Локомотив».

## История
Согласно исследованиям местных краеведов, первая футбольная команда из железнодорожной молодёжи Смелы была создана в 1908 году. Игру завезли в город австрийские рабочие, приглашённые графьями Бобринскими для работы в железнодорожных мастерских и непосредственно на транспорте. Организатором команды стал Тимофей Медведев, в дальнейшем больше прославившийся как борец. Коллектив стал участвовать в местных соревнованиях, со временем став одной из ведущих команд региона. В 1925 году смелянские железнодорожники стали победителями участковой спартакиады железной дороги, обыграв команды Казатина, Жмеринки и Гречан, а в 1927 году команда «Желдор», представлявшая станцию Бобринская, создала сенсацию на спартакиаде Юго-Западной железной дороги, выиграв её и по ходу турнира превзойдя, в том числе, команды Киева и Одессы. В 1950 году команда, уже называвшаяся «Локомотив» впервые приняла участие в Кубке УССР. К 60-м годам железнодорожный коллектив стал лидером спортивного движения в городе, в команду были приглашены авторитетные игроки, в том числе и из областного центра. В результате, в течение 60-х и 70-х годов «Локомотив» 9 раз становился чемпионом Черкащины (причём в 1964—1977 годах выиграв чемпионат 4 раза подряд) и 6 раз — обладателем Кубка области. Несколько раз «железнодорожники» участвовали в переходных матчах за право выступать в классе «Б» чемпионата СССР, однако уступали черкасскому «Колхознику». Также команда регулярно участвовала во всеукраинских турнирах среди КФК, наивысшим достижением в которых является выход в финал Кубка Украинской ССР в 1975 году, где смелянцы в серии пенальти уступили днепропетровскому «Вихрю». Со временем содержание команды стало проблемой для местного руководства, в связи с чем ведущие игроки покинули клуб и в 80-х «Локомотив» никаких достижений на региональном и республиканском уровнях не добивался
С обретением Украиной независимости «Локомотив» продолжил выступления в областных соревнованиях. В 1994 году «железнодорожники» снова стали обладателями кубка области и получили право выступать в Кубке Украины сезона 1994/95, где в 1/128 финала уступили мироновской «Ниве». В следующем году команда сделала «золотой дубль», выиграв чемпионат и кубок Черкащины. В сезоне 1995/96 смелянцы впервые приняли участие в любительском чемпионате Украины, где заняли второе место в своей группе, уступив только малинскому «Бумажнику». В 1996 году команда была заявлена для участия во второй лиге чемпионата Украины. Дебютную игру на профессиональном уровне «Локомотив» провёл 10 августа 1996 года, в Армянске уступив местному «Титану» со счетом 2:1, первый гол команды во второй лиге забил Александр Котолуп. В течение своих выступлений в профессиональных соревнованиях клуб находился в нижней половине турнирной таблицы. Главным тренером команды во втором дивизионе был Пётр Славинский. В 1998 году, проведя 6 матчей в новом сезоне, команда была снята с розыгрыша, а её результаты в чемпионате 1998/99 были аннулированы. В дальнейшем «Локомотив» в течение нескольких лет выступал на областном уровне.

## Достижения
- Чемпионат Черкасской области
  - Победитель (10): 1964, 1965, 1966, 1967, 1969, 1970, 1971, 1973, 1974, 1995
- Кубок Черкасской области
  - Обладатель (10): 1967, 1969, 1972, 1973, 1975, 1976, 1994, 1995, 1996, 1999
- Любительский чемпионат Украины
  - Серебряный призёр: 1995/96 (зона 3)

## Выступления в чемпионатах Украины
| Сезон   | Дивизион            | Место в чемпионате | И             | В             | Н             | П             | ГЗ            | ГП            | О             | Кубок Украины | Примечания                                                                                         |
| ------- | ------------------- | ------------------ | ------------- | ------------- | ------------- | ------------- | ------------- | ------------- | ------------- | ------------- | -------------------------------------------------------------------------------------------------- |
| 1994/95 | Не участвовал       | Не участвовал      | Не участвовал | Не участвовал | Не участвовал | Не участвовал | Не участвовал | Не участвовал | Не участвовал | 1/128 финала  | |
| 1995/96 | Не участвовал       | Не участвовал      | Не участвовал | Не участвовал | Не участвовал | Не участвовал | Не участвовал | Не участвовал | Не участвовал | 1/128 финала  | |
| 1996/97 | Вторая лига Украины | 13 из 17           | 32            | 9             | 10            | 13            | 29            | 37            | 37            | 1/64 финала   | |
| 1997/98 | Вторая лига Украины | 11 из 17           | 32            | 10            | 9             | 13            | 34            | 40            | 39            | 1/128 финала  | |
| 1998/99 | Вторая лига Украины | 15 из 16           | 6             | 1             | 0             | 5             | 2             | 16            | 3             | 1/128 финала  | Команда была снята с чемпионата после 7-го тура. Результаты матчей с её участием были аннулированы |